# Distretto di Hammam N'Bails
Il distretto di Hammam N'Bails è un distretto della provincia di Guelma, in Algeria.

## Comuni
Il distretto di Guelma comprende 3 comuni:
- Hammam N'Bail
- Oued Cheham
- Dahouara